# FK Sloga Požega
Fudbalski klub Sloga Požega (srpski: Фудбалски клуб Слога Пожега), odnosno Sloga ili Sloga Požega srbijanski je nogometni klub iz Užica, Zlatiborski okrug, Republika Srbija. 
 
U sezoni 2024./25. natječe se u Srpskoj ligi Zapad, trećem rangu u srpskom nogometnom sustavu.

## Poznati igrači
- Miroslav Pavlović
- Ljubinko Drulović (mlađe kategorije)
- Aleksandar Đurić
- Ifeani Onjilo
- Nenad Erić

## Poveznice
- srbijafudbal.com
- Profil na srbijasport.net